# 2MASS J03061159-3647528
| DENIS-P J0306115−364753 / 2MASS J03061159−3647528                                              | DENIS-P J0306115−364753 / 2MASS J03061159−3647528 |
| Beobachtungsdaten Epoche: J2000.0                                                              | Beobachtungsdaten Epoche: J2000.0                 |
| ---------------------------------------------------------------------------------------------- | ------------------------------------------------- |
| Sternbild                                                                                      | Fornax                                            |
| Rektaszension                                                                                  | 03h 06m 11,59s                                    |
| Deklination                                                                                    | −36° 47′ 52.8″                                    |
| Scheinbare Helligkeit (V-Band)                                                                 | ca. 19,2 mag                                      |
| Scheinbare Helligkeit (J-Band)                                                                 | (11,69 ± 0,02) mag                                |
| Eigenschaften                                                                                  |                                                   |
| Spektralklasse                                                                                 | M8.0 / M8.5                                       |
| Entfernung                                                                                     | ca. (13,1 ± 1,6) pc                               |
| Effektivtemperatur                                                                             | ca. 2310 K                                        |
| Eigenbewegung:                                                                                 |                                                   |
| Rek.-Anteil:                                                                                   | ca. −181 mas/a                                    |
| Dekl.-Anteil:                                                                                  | ca. −700 mas/a                                    |
| Katalogbezeichnungen                                                                           |                                                   |
| DENIS-P J0306115−364753 • 2MASS J03061159−3647528 • SSSPM J0306−3648 • USNO-B1.0 0532-00040429 |                                                   |

DENIS-P J0306115−364753, auch als 2MASS J03061159−3647528 und SSSPM J0306−3648 katalogisiert, ist ein später M-Zwerg im Sternbild Fornax mit einer photometrisch geschätzten Entfernung von ca. 40 Lichtjahren. Seine Eigenbewegung beträgt ungefähr 0,7 Bogensekunden pro Jahr.